# Альпійські луки та тундра Саян
Альпійські луки та тундра Саян (ідентифікатор WWF: PA1016) — палеарктичний екорегіон гірських луків та чагарників, розташований в Саянських горах у Південному Сибіру, на території Росії та Монголії.

## Географія
Екорегіон альпійських луків та тундри Саян охоплює вершини Західних і Східних Саян, які простягаються між горами Алтаю та озером Байкал, на території Красноярського краю, Іркутської області, республік Хакасія, Бурятія, Тува та Алтай. На кордоні Росії та Монголії регіон охоплює гору Мунку-Сардик, найвищу вершину Саян висотою 3491 м, а на півночі Монголії — гори Хорьдол-Сарьдаг та Улаан-Тайга на захід від озера Хубсуґул. 
Екорегіон характеризується льодовиковими долинами та високогірним мозаїчним ландшафтом альпійських луків. На більш низьких висотах він переходить у гірські хвойні ліси Саян.

## Клімат
В межах екорегіону переважає субарктичний клімат (Dwc за класифікацією кліматів Кеппена), а на найвищих вершинах — тундровий клімат (ET за класифікацією Кеппена). Зима довга і холодна, а літо коротке і прохолодне. Середні температури коливаються від -29,5 °C до 13 °C. Середньорічна кількість опадів коливається від 300 до 500 мм.

## Флора і фауна
Вище верхньої межі лісу, на висоті понад 2000 м над рівнем моря, в Саянах переважає високогірна тундра, де ростуть різноманітні чагарнички, мохи та лишайники. Подекуди тундра чергується зі скелями та з кам'янистими ділянками, майже повністю позбавленими рослинності. У більш вологих місцевостях поширені субальпійські та альпійські луки. На луках ростуть різноманітні трави, зокрема шорсткоколосий шолудивник (Pedicularis lasiostachys), деревій Ледебура (Achillea ledebourii), алатавське пижмо (Tanacetum alatavicum), одноквітковий тюльпан (Tulipa uniflora), тоя Паско (Aconitum pascoi), рябчик-дагана (Fritillaria dagana). Серед рослин, поширених у високогірній тундрі та серед скель, слід відзначити золотистий рододендрон (Rhododendron aureum), зірчасту кладонію (Cladonia stellaris), гіркий корінь Дорогостайського (Saussurea dorogostaiskii), дрібноголову цибулю (Allium tytthocephalum), викроєну хризантему (Chrysanthemum sinuatum), стевенія Сергієвської (Stevenia sergievskajae), осоку Вільямса (Carex williamsii), орлики Бородіна (Aquilegia borodinii) та чуйський горобинець (Oxytropis tschujae). На луках та в тундрі Саян ростуть цінні лікарські рослини, зокрема сафлороподібні великоголовники (Rhaponticum carthamoide) та рожеві оливники (Rhodiola rosea).
Тундра та скелі Саян є найпівнічнішим місцем поширення снігових барсів (Panthera uncia), які полюють на сибірських козлів (Capra sibirica) та архарів (Ovis ammon). На луках можна побачити тарбаганів (Marmota sibirica) та білих зайців (Lepus timidus), а в чагарниках шукають ягоди бурі ведмеді (Ursus arctos). Серед інших ссавців, що зустрічаються в регіоні, слід відзначити звичайну лисицю (Vulpes vulpes), сибірську мустелу або колонка (Mustela sibirica), алтайську мустелу (Mustela altaica), алтайського вапіті (Cervus canadensis sibiricus) та північного оленя (Rangifer tarandus).
У небі регіону ширяють беркути (Aquila chrysaetos), лучні луні (Circus pygargus), чорні грифи (Aegypius monachus), ягнятники (Gypaetus barbatus), монгольські канюки (Buteo hemilasius) та орлани-довгохвости (Haliaeetus leucoryphus). У високогір'ях, серед каміння і валунів гніздяться алтайські улари (Tetraogallus altaicus). Найпоширенішими птахами в екорегіоні є гірські щеврики (Anthus spinoletta), гімалайські тинівки (Prunella himalayana) та клушиці (Pyrrhocorax pyrrhocorax). Серед інших поширених у високогір'ях Саян птахів слід відзначити великих чечевиць (Carpodacus rubicilla), перлистих катуньчиків (Leucosticte brandti), сибірських катуньчиків (Leucosticte arctoa) та арчевих катуньчиків (Leucosticte nemoricola).

## Збереження
Оцінка 2017 року показала, що 20 205 км², або 25 % екорегіону, є заповідними територіями. Природоохоронні території включають Алтайський заповідник та заповідник Азас.